# Phacelophrynium
Phacelophrynium là một chi thực vật có hoa trong họ Marantaceae.